# Euchlaenidia bimaculata
Euchlaenidia bimaculata là một loài bướm đêm thuộc phân họ Arctiinae, họ Erebidae.